# Suro Muncar
Suro Muncar is een bestuurslaag in het regentschap Kepahiang van de provincie Bengkulu, Indonesië. Suro Muncar telt 1055 inwoners (volkstelling 2010).